# Ippolita della Rovere
Ippolita della Rovere (Urbino, 1515 – Napoli, luglio 1538) fu una nobile di Urbino e duchessa consorte di Montalto.

## Biografia
Era figlia del duca di Urbino Francesco Maria I della Rovere e di Eleonora Gonzaga.
Venne data in sposa nel febbraio 1532 ad Antonio d'Aragona (1506-6 ottobre 1543), duca di Montalto, figlio di Ferdinando d'Aragona, figlio illegittimo del re Ferrante I d'Aragona.
Il matrimonio fu breve; la giovane morì senza figli nel luglio 1538; il duca si risposò nel 1539 con donna Giulia Antonia Cardona, da cui ebbe tre figli - Pietro (1542-1544), Antonio (1543-Napoli, 1583), poi duca di Montalto, e Isabella (?-31 agosto 1578).

## Ascendenza
|                                |                    |                         | Genitori                         |  |  | Nonni |  |  | Bisnonni               |  |  | Trisnonni             |  |
|                                |                    |                         |                                  |  |  |       |  |  | Raffaello Della Rovere |  |  | Leonardo Della Rovere |  |
|                                |                    |                         |                                  |  |  |       |  |  | Raffaello Della Rovere |  |  | Leonardo Della Rovere |  |
|                                |                    | Luchina Monleoni        |                                  |  |  |       |  |  | Raffaello Della Rovere |  |  |                       |  |
| Giovanni Della Rovere          |                    |                         |                                  |  |  |       |  |  | Raffaello Della Rovere |  |  |                       |  |
|                                |                    | Teodora Manirolo        | Giovanni Manirola                |  |  |       |  |  |                        |  |  |                       |  |
|                                |                    | Teodora Manirolo        | Giovanni Manirola                |  |  |       |  |  |                        |  |  |                       |  |
|                                |                    | Teodora Manirolo        | …                                |  |  |       |  |  |                        |  |  |                       |  |
| Francesco Maria I Della Rovere |                    | Teodora Manirolo        |                                  |  |  |       |  |  |                        |  |  |                       |  |
|                                |                    | Federico da Montefeltro | Guidantonio da Montefeltro       |  |  |       |  |  |                        |  |  |                       |  |
|                                |                    | Federico da Montefeltro | Guidantonio da Montefeltro       |  |  |       |  |  |                        |  |  |                       |  |
|                                |                    | Federico da Montefeltro | Elisabetta degli Accomanducci    |  |  |       |  |  |                        |  |  |                       |  |
| Giovanna da Montefeltro        |                    | Federico da Montefeltro |                                  |  |  |       |  |  |                        |  |  |                       |  |
|                                |                    | Battista Sforza         | Alessandro Sforza                |  |  |       |  |  |                        |  |  |                       |  |
|                                |                    | Battista Sforza         | Alessandro Sforza                |  |  |       |  |  |                        |  |  |                       |  |
|                                |                    | Battista Sforza         | Costanza da Varano               |  |  |       |  |  |                        |  |  |                       |  |
| Ippolita Della Rovere          |                    | Battista Sforza         |                                  |  |  |       |  |  |                        |  |  |                       |  |
|                                | Federico I Gonzaga | Ludovico III Gonzaga    |                                  |  |  |       |  |  |                        |  |  |                       |  |
|                                | Federico I Gonzaga | Ludovico III Gonzaga    |                                  |  |  |       |  |  |                        |  |  |                       |  |
|                                | Federico I Gonzaga | Barbara di Brandeburgo  |                                  |  |  |       |  |  |                        |  |  |                       |  |
| Francesco II Gonzaga           | Federico I Gonzaga |                         |                                  |  |  |       |  |  |                        |  |  |                       |  |
|                                |                    | Margherita di Baviera   | Alberto III di Baviera           |  |  |       |  |  |                        |  |  |                       |  |
|                                |                    | Margherita di Baviera   | Alberto III di Baviera           |  |  |       |  |  |                        |  |  |                       |  |
|                                |                    | Margherita di Baviera   | Anna di Braunschweig-Grubenhagen |  |  |       |  |  |                        |  |  |                       |  |
| Eleonora Gonzaga Della Rovere  |                    | Margherita di Baviera   |                                  |  |  |       |  |  |                        |  |  |                       |  |
|                                |                    | Ercole I d'Este         | Niccolò III d'Este               |  |  |       |  |  |                        |  |  |                       |  |
|                                |                    | Ercole I d'Este         | Niccolò III d'Este               |  |  |       |  |  |                        |  |  |                       |  |
|                                |                    | Ercole I d'Este         | Ricciarda di Saluzzo             |  |  |       |  |  |                        |  |  |                       |  |
| Isabella d'Este                |                    | Ercole I d'Este         |                                  |  |  |       |  |  |                        |  |  |                       |  |
|                                |                    | Eleonora d'Aragona      | Ferdinando I di Napoli           |  |  |       |  |  |                        |  |  |                       |  |
|                                |                    | Eleonora d'Aragona      | Ferdinando I di Napoli           |  |  |       |  |  |                        |  |  |                       |  |
|                                |                    | Eleonora d'Aragona      | Isabella di Chiaromonte          |  |  |       |  |  |                        |  |  |                       |  |
|                                |                    | Eleonora d'Aragona      |                                  |  |  |       |  |  |                        |  |  |                       |  |